# 贺其彩
贺其彩（1913年—1941年9月），湖北潜江贺家淌村人，中国共产党早期人物。

## 生平
1940年8月，新四军第五师在襄河以北的天门和潜北地区建立了天京潜抗日根据地，贺后汉介绍贺其彩加入了中国共产党。1940年10月，中共在黑流渡成立公开的渔上乡公署，由贺其彩任乡长，潘涤新任副乡长。1941年2月，在乡公署基础上成立新四军鄂豫边区抗日民主政府襄南办事处，隶属天汉地区行署。不久，新四军潜江独立营营长沈清率部抵达黑流渡，成立中共潜江县委，贺其彩当选为县委委员。1941年8月，中共潜江县委对汪精卫政权伪军天门县岳口区长曾繁涛部进行攻击，部队失利后，他留下跟随孙冰、李智从事游击。9月13日，陆诗臣要陈炳心以共商抗日事宜，邀请李智、戴月、贺其彩、潘涤新、李国松五人到回龙庵保长刘益成家会谈。当时戴月已随沈清到潜西，李智接到请柬后坚持前往，并带领贺其彩、潘涤新三人抵达至保长刘益成家时，被埋伏在厢房边的保安队员绑架。贺其彩在逃离中被乱枪杀死。

## 相关
- 潜江事变